# سناء يونس
سناء يونس (1942 - 20 مايو 2006)، هي ممثلة مصرية، بدأت مسيرتها الفنية سنة 1960 خلال دور صغير في مسرحية "حالة حب" لفؤاد المهندس و شويكار و التي هي نفس قصة فيلم "إشاعة حب".

## عن حياتها
ولدت في مدينة الزقازيق، وبدأت علاقتها بالفن من مسرح الجامعة خلال دراستها بقسم علم الاجتماع بكلية الآداب جامعة الإسكندرية.

### عملها المسرح
عملت سناء يونس بفرق المسرح الحر منذ شبابها، وكانت من الفنانات المتميزات على خشبة المسرح الكوميدي، حين جاء اكتشافها الحقيقي على يد الفنان الراحل فؤاد المهندس الذي قدمت معه عدة مسرحيات شهيرة منها مسرحية سك على بناتك وحالة حب وهالة حبيبتي.

### عملها السينمائية
كان لها نصيب في السينما التي قدمت فيها أكثر من 40 فيلما، بينها فيلم «برج العذراء» عام 1970 و«حمام الملاطيلي» عام 1973 و«جنون الشباب» عام 1980، وكان العام 1986 هو الأبرز في مسيرتها السينمائية حيث شاركت خلالها بأربعة أفلام دفعة واحدة هي «سري للغاية»، «حد السيف» «اليوم السادس» «الجوع»، شاركت سناء يونس مع المخرج يوسف شاهين في عدة أفلام من بينها «اليوم السادس» و«المصير» و«الغضب» وكان آخر أفلامها فيلم حرب أطاليا مع أحمد السقا.

### عملها التلفزيوني
عملت سناء يونس أيضا في الدراما التلفزيونية، وكانت أحد الوجوه المميزة ومن أعمالها التي عرضت قبل عامين على رحيلها عام 2006 مسلسل «الدم والنار» لسمير سيف ومن تأليف وحيد حامد. وأيضا مثلت مسلسل كويتي مع الفنانة «حياة الفهد» في المسلسل «الملقوفة» وكان آخر عمل عرض لها على شاشة التلفزيون المسلسل العربي الشهير «الحور العين» مع المخرج السوري نجدت آنزور. وكان آخر أعمالها التليفزيونية مسلسل «العميل 1001».

### زواجها
ورد في الصحافة قصة زواجها من الفنان محمود المليجي والذي لم يعلن لأسباب خاصة بالفنان على حد قولها 

## الأعمال التي شاركت بها

### الأفلام
| - أحلام عمرنا:2005-أم د. محمد - حرب أطاليا:2005-أم نادر - إسكندرية نيويورك:2004-حارسة بوابة - كليفتي:2004 - إوعى وشك:2003-مدام أولجا - قصاقيص العشاق:2003-نعمات اللبيسة - 11 September:2002 - جواز بقرار جمهوري:2001-أم عمرو - الشرف:2000-حفيظة زوجة مسعد الأولى - جبر الخواطر:1998-فرفورة - المصير:1997-والدة الجاني - ضيفة شرف - ليلة ساخنة:1995-عواطف - حرب الفراولة:1994-جنات - ضيفة شرف | - ضحك ولعب وجد وحب:1993 - أزواج في ورطة:1992 - الفضيحة:1992-سعاد - القاهرة منورة بأهلها:1991 - المزاج:1991 - جيل آخر زمن:1991-حكمت الوكيلة - اقتل مراتي و لك تحياتي:1990-تفيدة - للآباء فقط:1989 - الدرجة الثالثة:1988-عضوة ثانية يمين - الدنيا على جناح يمامة:1988-طمطم - المجنون:1988 - الأقزام قادمون:1987-مناعة العالمة - العصابة:1987-فوزية | - جواز مع سبق الإصرار:1987 - لعدم كفاية الأدلة:1987-مديرة ملجأ الأطفال - أخي وصديقي سأقتلك:1986-علية - الجوع:1986-زينب - اليوم السادس:1986 - امرأة تحت الاختبار:1986 - حد السيف:1986-أخت الخطيب - سري للغاية:1986-أم فتحي - الشبكة:1985 - الطوفان:1985 - عسل الحب المر:1985-أم الخير - عندما يأتي المساء:1985 - آخر الرجال المحترمين:1984-أم السعد | - وصية زوجتي:1984 - ريا وسكينة:1983 - حدوتة مصرية:1982 - استقالة عالمة ذرة:1980-زينب الخادمة - ناس تجنن:1980 - من بلا خطيئة:1978 - احترسي من الرجال يا ماما:1975 - جنون الشباب:1975-عصمت - لا شيء يهم:1975-منى - برج العذراء:1970-إحسان - إضراب الشحاتين:1967-شحاتة - إشاعة حب:1960-صديقة سميحة - بين اللهب |

### المسلسلات
| - أذكى غبي في العالم:2006-فتحية - الحور العين:2005-بهية - العميل 1001: 2005-إستر - الدم والنار:2004 - حكايات بابا فرحان ج12: من التراث:2004-ضيف شرف - عيال محظوظة:2001 - هو صحيح الهوى غلاب:2001 - بيت الزعفراني:2000 - أسعد زوج في العالم:1999 - عطشان يا صبايا:1999 - في بيتنا كنز (كنز السلطان قلاووظ):1999 - باحث في الديرة:1998-فضيلة - رحلة في المجهول:1998 - وهزمتني امرأة:1998 - إعترافات عنايات:1997 - السيرة الهلالية ج1:1997-ورد - وجاري البحث عن شحتة:1997-هوانم - وسادسهم الزمن:1996 - اثنين في واحد:1995 - أحلام...كو:1995-أفكار - شارع المواردي ج2:1995-زينب - صباح الورد:1995-رتيبة - لن أمشي طريق الأمس:1995-زكية - ليالي الحلمية ج5:1995-سيادة أبو ليله | - من الذي لا ينساكي:1995 - الدنيا حظوظ (لا للزوجات):1994-أم عزمي - الشراقي:1994-سكينة - العائلة:1994-فوزية - أم هلال في القاهرة:1994 - ستة على اليمين:1994-عنايات - سر الأرض:1994 - صور ملونة:1994 - الأزواج الطيبين:1993 - يوميات فكري أباظة (حواديت فكري أباظة):1993 - الملقوفة:1992-نشمية - الوقف:1992 - بوابة الحلواني ج1:1992-كوكب - علي عليوة:1992-سيادة - ليلى زمانها جايه:1992-دولت - ألف ليلة وليلة:1991 - بين ثلاثة:1991 - رجل آيل للسقوط:1991-سنية - رحلة أبو الوفا:1991-فرحانة - ضمير أبلة حكمت:1991-رجوات - ولدي:1991 - ولكنّه الحبّ:1991-عزيزة - الرجل والقطار:1990 - الوسية:1990-نبيهة عبدالعزيز | - شارع المواردي ج1:1990-زينب - مغامرات زكي الناصح:1990-فهيمة - هي وغيرها:1990 - زهرة من بستان:1989 - ناس وناس ج1، 2:1989-زوجة الكحيت - نار ودخان:1988-عدلات - ضيفة شرف - الباقي من الزمن ساعة:1987-كوثر - البشاير:1987-عطيات - التائه:1987 - الحب والصبار:1987-بثينة - الزنكلوني:1987 - الزوجة أول من يعلم:1987-رتيبة - الوجه الآخر:1987-زوبة - رحلة في نفوس البشر:1987-منى - الكابتن جودة:1986-ضيف شرف - زوجات صغيرات:1986 - الجدران الدافئة:1985-كريمة - ألوان:1985 - الوعد:1985-بسيمة - انها مجنونة مجنونة:1985-أنيسة - الأرض الطيبة:1984-نرجس - الشيطان والحب:1984 - المشهد الأخير:1984-سنية الشغالة - سيدة الفندق:1984 | - بين السرايات:1983-نرجس - حكاية الدكتور مسعود:1983-سونيا السكرتيرة - الشك:1981-عزيزة الخادمة - اللعبة:1981 - الفندق:1980-نادية - خلي بالك يا جمعة:1980 - هكذا خلقت:1980 - إصلاحية جبل الليمون:1979-ضيفة الشرف - الشوارع الخلفية:1979 - حكاية غريبة:1979 - فارس الأحلام:1979-ستوتة / ستيتة - أفواه وأرانب:1978 - الجريمة:1977-ابتسام - لقيطة:1977 - شجرة اللبلاب:1976-نعيمة - أدركني يا دكتور:نبوية / ح اعترافات - شمس الخريف - صور غريبة:فكرية - طريق الذهب:أم شادية - عريس جديد وعريس قديم - قلوب بيضاء - لن نبكي من أجلهم - متاعب مرزوق - ناس كده وكده |

### المسرحيات
| - الأرنب الأسود:1999 - يكافيك شرها:1994-أم وائل (بعد اعتذار مريم الصالح) - على بلاطة:1993 - نصب واحتيال:1989-سلوى - هالة حبيبتي:1985-مديرة الملجأ | - سك على بناتك:1980-فوزية - مع خالص تحياتي:1980-نازك - عازب و٣ عوانس:1972 - ليلى والمجنون:1972 - حالة حب:1967-توتو | - الزوجة آخر من يعلم:1966 - حلمك يا شيخ علام (حلمك يا سي علام):1965 - وداعًا أيها الفلس - يا سلام على كده |

### السهرات التلفزيونية
| - هكذا دواليك:2004-منيرة - المخلوع:2000 - بسيوني تحت القبة:2000-بثينة - ولد وبنت وشايب:1999 - الخادمة:1998 - الشبح:1998 - جناب الست رضا:1998-رضا - دلوعة نابليون:1998-نازلي شديد - الخزنة دي مش لازم تتسرق:1997-فخرية الدادة - وفية:1997 - الدنيا صغيرة جدا:1996-شلبيه - لقمة القاضي:1996-أم أحمد - الحب بوضع اليد:1994 | - موقعة المرتبة:1994 - كدبة واحدة:1992 - هي والحقيقة:1990-عقيلة / سعيدة ابو سعادة - نوارة:1983 - اللعب على المكشوف:1982-عزة - الوريث:1980 - احتجاج - احترس من قمر:قمر - الشقيقة - الكابتن والوردة - الموديل - تحت الصفر - سلاسل الحب:ضيفة الشرف | - سي عطوة - صاحب المِلك - كيد النسا:حسنة - كيف تعيش بمرتبك - من حال إلى حال:جليلة - منى - يوم سعيد يوم تعيس |

### أعمال أخرى
| - مسلسليكا:1999 - فوازير المناسبات:1988 - الناس لبعض:1983 - اللغز:1981 - عنبر 4 - هن وأخواتها |

### برامج
- منكم وإليكم والسلام عليكم ج2: 1995 - برنامج - ضيف
- حوار صريح جدًا:1990 - برنامج - ضيف
- حياتي:1988
- ستديو 300 / ستديو 500: برنامج - ضيف

## الجوائز
خلال مسيرتها الفنية لم تحصل سوى عدد محدود من الجوائز، وأهم الجوائز التي حصلت عليها جائزة أفضل دور ثاني في دورة عام 1992 لمهرجان الإسكندرية السينمائي عن دورها في فيلم الفضيحة.

## وفاتها
توفيت في 20 مايو 2006 في مستشفى كليوبترا عن عمر ناهز 64 عاما بعد معاناة مع المرض، وشيعت جنازتها من مسجد مصطفى محمود وأقيم العزاء بمسجد الحامدية الشاذلية.

## الوصلات خارجية
- وفاة الفنانة الكوميدية سناء يونس بعد معاناة مع المرض، العربية نت
- سناء يونس على موقع IMDb (الإنجليزية)
- سناء يونس على موقع الدهليز
- سناء يونس على موقع قاعدة بيانات الأفلام العربية
- سناء يونس على موقع قاعدة بيانات الفيلم (الإنجليزية)